# Ceiba ventricosa
Ceiba ventricosa là một loài thực vật có hoa trong họ Cẩm quỳ. Loài này được (Nees & Mart.) Ravenna mô tả khoa học đầu tiên năm 1998.